# F-Secure
F-Secure Corporation (nume anterior: Data Fellows) este o companie de software specializată în securitatea calculatoarelor cu sediul în Helsinki, Finlanda.

## Istoric
F-Secure a fost fondată pe 16 mai 1988 de către Petri Allas și Risto Siilasmaa sub numele de Data Fellows. În septembrie 1991 compania a lansat primul lor mare proiect de software și a dezvoltat primul scanner euristic pentru produsele antivirus. Primul lor antivirus pentru sistemul de operare Windows a fost lansat în 1994. Data Fellows devine F-Secure în 1999.
În iulie 2009, F-Secure cumpără Steek, o companie franceză specializată în găzduirea online, cu 27.5 milioane de €.

## Produse
- F-Secure Internet Security
- F-Secure Anti-Virus
- F-Secure Anti-Virus for Mac
- F-Secure Online Backup
- F-Secure Mobile Security
- F-Secure Free Anti-Theft for Mobile
- F-Secure Mobile Security for Business
- F-Secure Protection Service for Business
- F-Secure Business Suite
- F-Secure Anti-Virus for Servers
- F-Secure Policy Manager
- F-Secure Protection Service for Email
- F-Secure Client Security
- F-Secure Protection for consumers
- F-Secure Protection for business
- F-Secure Protection for mobile
- F-Secure Content Enabler

## Vezi și
- Listă de companii dezvoltatoare de produse software antivirus comerciale